# Mojing Hu
Mojing Hu (chinesisch 墨镜湖 Sonnenbrillensee) sind zwei benachbarte Seen an der Ingrid-Christensen-Küste des ostantarktischen Prinzessin-Elisabeth-Lands. Sie liegen nördlich des Lake Ferris und nordwestlich des Qingren Hu im Norden der Halbinsel Stornes in den Larsemann Hills.
Chinesische Wissenschaftler benannten sie 1993 im Zuge von Vermessungs- und Kartierungsarbeiten.